# Carol Ardeleanu
Carol Ardeleanu (n. 16 martie 1883, București, România – d. 23 noiembrie 1949, București, România) a fost un romancier român din epoca interbelică.

## Biografie
În tinerețe, Carol Ardeleanu și-a dus existența printre muncitorii mahalalei bucureștene. A frecventat Liceul ,,Gheorghe Lazăr” și Școala de Arte Frumoase, timp de patru ani, nereușind să o absolve. În 1912 scriitorul se căsătorește cu Florica Ioanid, fiica pictorului Gheorghe Ioanid.

### Debut
- Revista Viața literară și artistică, în numărul 1 din 7 ianuarie 1907, în preajma răscoalelor țărănești, cu poemul Frăție.
- Debutul editorial și-l face cu volumul de schițe și povestiri Rusia revoluționară (1918).

### Activitate literară
Până în 1913 fiind colaboratorul destul de activ al Luceafărului condus de Al. Ciurea și de Octavian Tăslăuanu. Publică în alte reviste precum: Flacăra (sub conducerea lui C. Banu), Viața literară, Vremea, Universul literar, Cuvântul liber. După Primul Război Mondial a publicat versuri în Sburătorul, urmând să publice mai apoi volume de nuvele și romane. Opera sa descrie mediile și categorii sociale supuse condițiilor dure de viață: pescarii, tăbăcarii, minierii, prostituatele și vagabonzii.

## Opera

### Povestiri
- Rusia revoluționară (Din lumea bolșeviștilor) – Schițe și Nuvele, Iași, Editura Librăria Românească, I. V. Ionescu, 1918

### Nuvele
- Pe străzile Iașului, 1920
- Rochia albă, 1921

### Romane
- Diplomatul, tăbăcarii și actrița, 1926
- Casa cu fete, 1931
- Viermii pământului, 1933
- Am ucis pe Dumnezeu, 1929 - Editura Cartea Românească, București
- Pescarii, 1934
- Domnul Tudor, București, Fundația pentru Literatură și Artă «Regele Carol II», 1934
- Viață de câine, București, Editura Adeverul S.A., 1937
- O crimă... (Toți la fel și niciunul ca altul), București, Editura Contemporană, 1943

## Premii și distincții
- Premiul Societății Scriitorilor Români, 1933